# Кароль Казимир Халецький
Кароль Казимир Халецький (бл. 1635 — 1696) — державний діяч, урядник Речі Посполитої.

## Життєпис
Походив зі спольщеного українсько-білоруського роду Халецьких власного гербу. Старший син Владислава-Юрія Халецького, стражника великого литовського, і Христини Стравинської. Народився близько 1635 року.
У травні 1660 року від за батька отримав маєтності в Мозирському старостві. 1661 року набув мозирське війтівство. 1663 року Владислав Юрій Халецький передав також синові мозирське староство. Збереглося 4 листи Кароля Казимира, написаних у 1663—1681 роках князю Богуславу Радзивіллу та іншим особам. Помер 1696 року.

## Родина
Дружина — Маріанна, донька Яна Огінського, гетьмана польного литовського
Діти:
- Міхал (1679—1715)
- Катерина Францішка (1682—1774), дружина: 1) Криштофа Рудоміна-Дусяцького, старости радунського ; 2) Казимир Олександр Потій, воєвода вітебський